# Dookoła Jeziora Trzesiecko

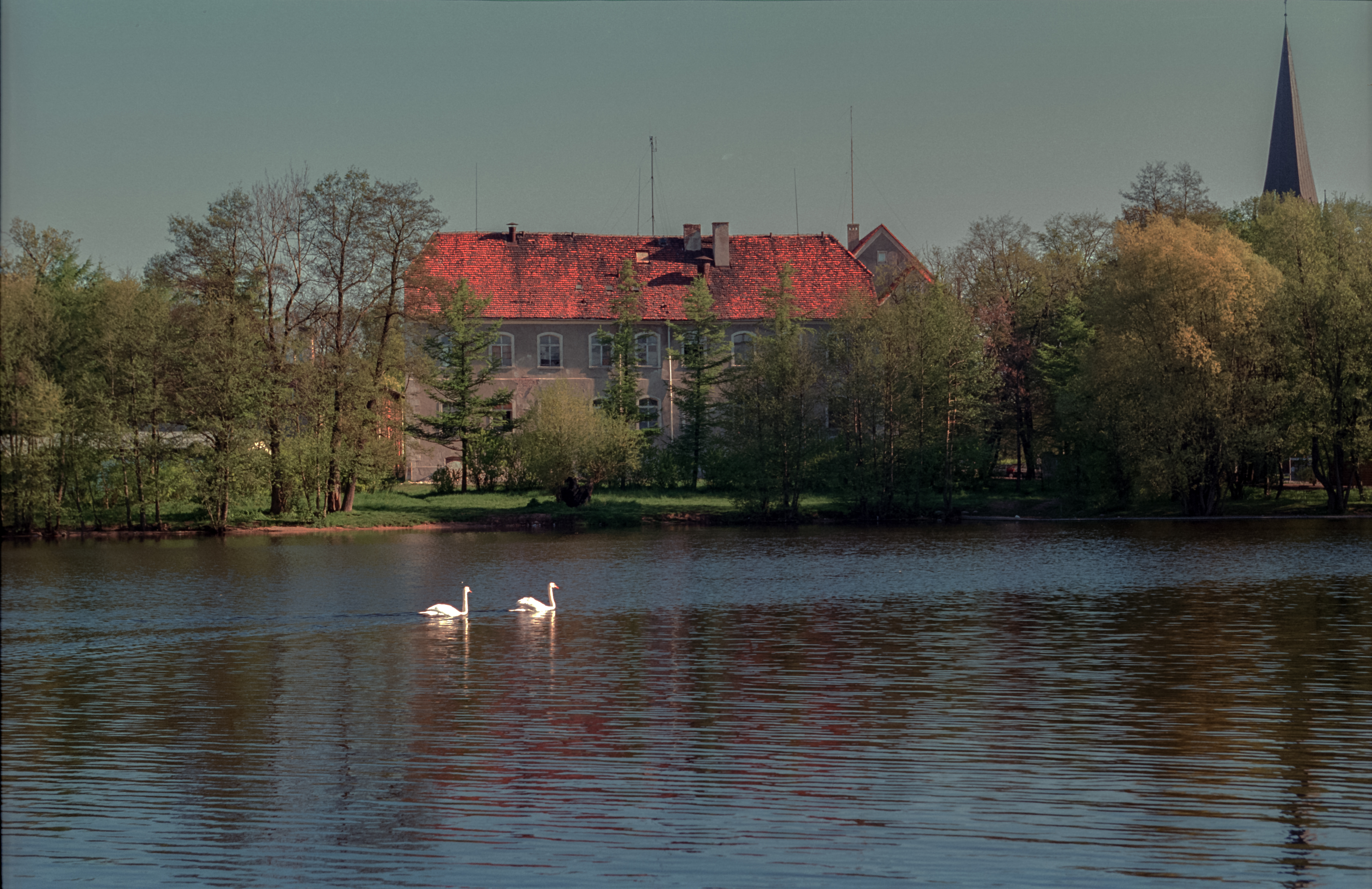
Zamek Książąt Pomorskich w Szczecinku

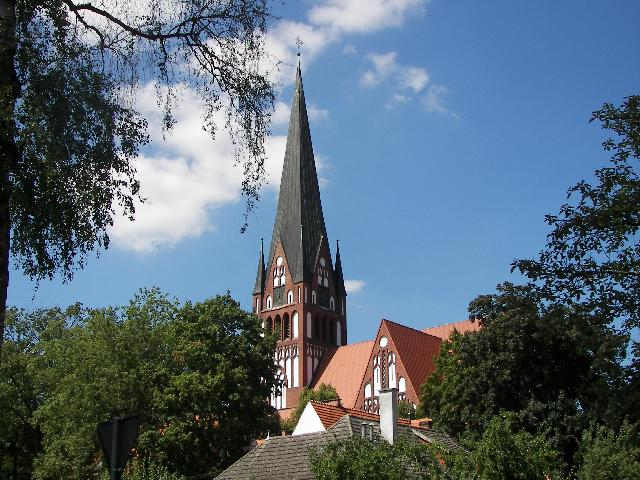
Wieża Kościoła Najświętszej Marii Panny

Szlak Rowerowy Dookoła Jeziora Trzesiecko  – oznaczony na niebiesko szlak rowerowy o długości 14,5 km prowadzący wokół misy jeziora Trzesiecko. Szlak w całości położony jest w granicach miasta Szczecinek, w dużej mierze w zabytkowym Parku Miejskim i jest najkrótszym z czterech szlaków rowerowych przeznaczonych dla odwiedzających Szczecinek i jego okolice.

## Przebieg szlaku
Szlak rozpoczyna się u styku ulicy im. Ks. Elżbiety z linią brzegową jeziora. Prowadzi alejami parkowymi w kierunku południowo-wschodnim, obok Zamku Książąt Pomorskich. Tutaj spotyka się z pozostałymi szlakami rowerowymi Pojezierza Szczecineckiego:
 – żółty szlak rowerowy Zaczarowane Pejzaże
 – czarny szlak rowerowy Nizica
 – czerwony szlak rowerowy Jeziora Szczecineckie
 – zielony szlak rowerowy Dolina Parsęty
Przekraczając rzekę Nizicę (powszechnie w Szczecinku znaną jako Niezdobna), dostrzec można Kościół Narodzenia Najświętszej Marii Panny w Szczecinku, z wieżą kościelną o wysokości 84 metrów, oraz budynek szkoły muzycznej im. Oskara Kolberga. Wjeżdżając na aleję Noyelles-sous-Lens, szlak prowadzi obok drewnianego pomostu, głównej stacji tramwaju wodnego, wyciągu do nart wodnych, stadionu szczecineckiego Ośrodka Sportu i Rekreacji, hali lekkoatletycznej Ślusarnia oraz basenu. W okolicach drugiego kilometra trasy szlak dociera do wieży widokowej z 1910 roku im. Ottona von Bismarcka zlokalizowanej na Wzgórzu Przemysława, oraz kolejnego pomostu – stacji tramwaju wodnego.
Po około trzech kilometrach ścieżka dociera do kładki na Lipowym Potoku, płynącym z jeziora Lipno. W rejonach południowego końca jeziora wznosi się wzgórze Marientron, dawne miejsce pogańskiego kultu, gdzie potem wzniesiono klasztor, i gdzie w okresie II wojny światowej znajdował się niemiecki obóz kobiecy Reichsarbeitsdienst RAD 5/144 Marienthron. W tym miejscu również rozchodzą się szlaki rowerowe oznaczone na żółto, czarno i zielono. Po około 1,5 kilometra szlak dociera do niedawno wyznaczonego osiedla, terenów leśnych oraz niestrzeżonego kąpieliska. Tutaj łączy się ze ścieżką przyrodniczą „Las Klasztorny” oznaczoną na żółto (ścieżka o długości 3,8 km prowadzi od Świątek, brzegiem jeziora Trzesiecko, wzdłuż Mulistego Potoku (zwanego także „Mulistym Strumieniem”) do jeziora Wilczkowo i z powrotem do Świątek). Ze ścieżką tą szlak rozstaje się przy ujściu Mulistego Potoku do Jeziora Trzesiecko. Za Mulistym Potokiem, pomiędzy jeziorami Wilczkowo i Trzesiecko przebiega linia umocnień Wału Pomorskiego. Znajdują się tutaj pozostałości kilku wysadzonych w powietrze, żelbetonowych schronów połączonymi transzejami.
Mniej więcej w połowie długości szlak dociera do Mysiej Wyspy. Jest to niewielka, położona blisko brzegu wyspa, na którą można dostać się dzięki grobli. Obecnie znajduje się tutaj m.in. pomost – przystanek tramwaju wodnego, boisko do siatkówki plażowej, miejsce na ognisko, niewielkie pole biwakowe oraz drewniana zabudowa przeznaczona na małą gastronomię. Na wyspę można dostać się samochodem od strony Świątek bądź Trzesieki; okazjonalnie są tutaj urządzane koncerty.
W dalszej kolejności trasa oddala się od brzegu jeziora, mijając wyspę Biwakową i Ptasią w pobliżu Polskiego Wału. W tej okolicy znajdują się pozostałości osady słowiańskiej z wczesnego średniowiecza. Dojeżdżając do zabudowań Trzesieki szlak mija kładkę nad Kanałem Radackim. W okolicach drogi wojewódzkiej nr 172 szlak ponownie łączy się z pozostałymi szlakami Pojezierza Szczecineckiego: czarnym i zielonym. Po około pół kilometra, w pobliżu Lasku Zachodniego trasa powraca nad brzeg jeziora, mijając kilka niestrzeżonych kąpielisk. Około stu metrów od brzegu, przy ulicy Kościuszki, w okolicach Osiedla Generalskiego umiejscowiony jest zabytkowy bunkier – pierwsze tego rodzaju umocnienie w ciągnącym się w kierunku południowym Wale Pomorskim. Około kilometra dalej znajduje się Kościół pw. Świętej Rozalii i Matki Bożej Miłosierdzia z Ostrej Bramy. Zbudowany pod koniec XX wieku z granitowych głazów kościół posiada drogę krzyżową i grotę świętej Rozalii.
Na wysokości Młodzieżowego Domu Kultury oraz szpitala szlak mija drugie ze zlokalizowanych w mieście kąpielisk strzeżonych, popularnie zwane Plażą Wojskową (tereny przyległe były w przeszłości w posiadaniu sił wojskowych RP). W okolicach Łabędziej Wyspy szlak niebieski spotyka szlak żółty, prowadząc wspólnie do punktu rozpoczęcia szlaku, tj. I Liceum Ogólnokształcącego im. Księżnej Elżbiety.